# Darlington Raceway

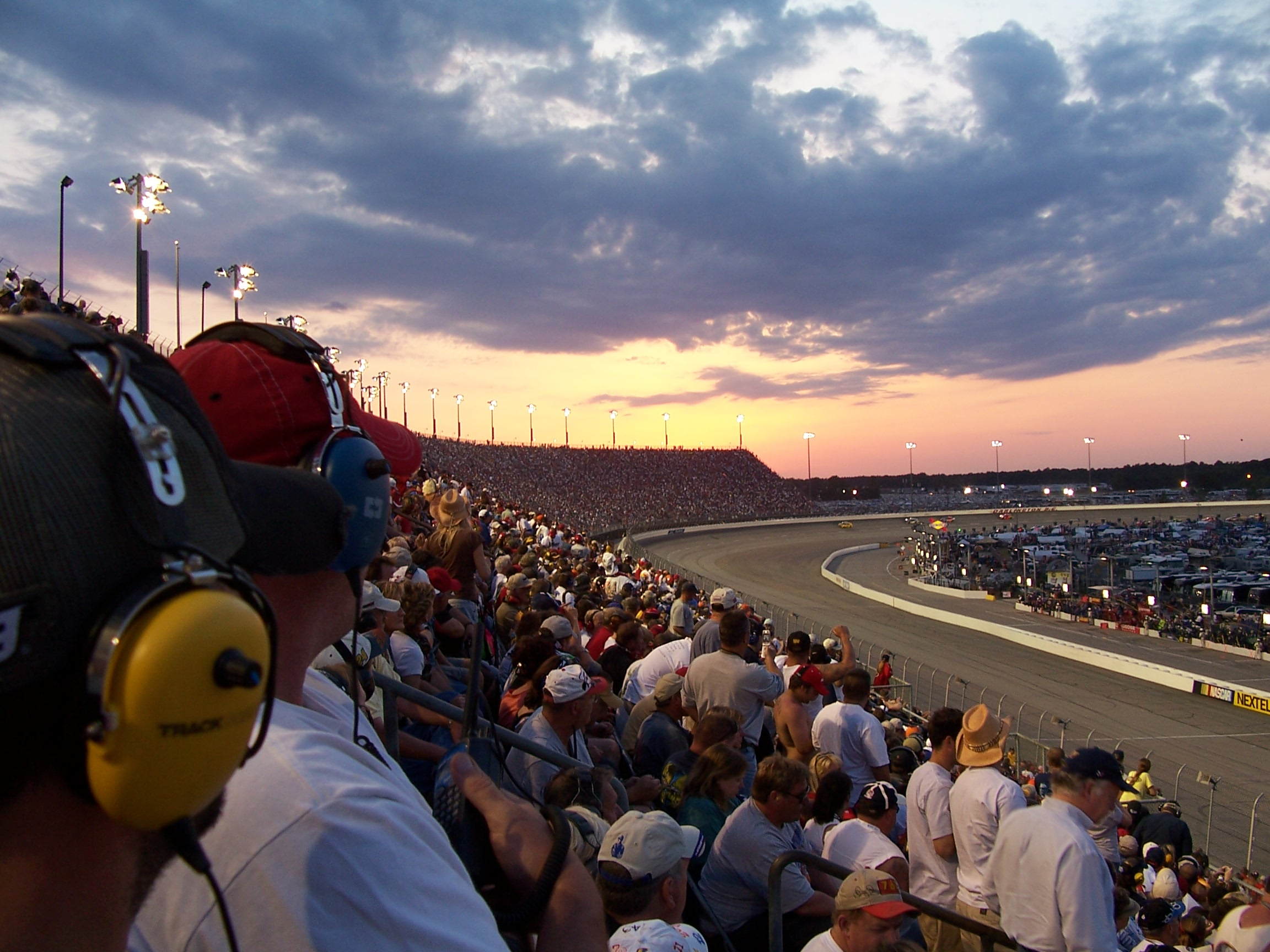
Vista do circuito.

Darlington Raceway é um autódromo com um formato oval localizado próxima a cidade de Darlington no estado americano da Carolina do Sul.
Possuí uma extensão de 1,366 milhas ou 2,2 Km com inclinações de 25° nas curvas 1 e 2, 23° nas curvas 3 e 4, 3° na reta principal e 2° na reta oposta. Suporta um público de 90 mil pessoas e recebe provas da NASCAR Sprint Cup Series e Nationwide Series.
Sua principal característica é a largura da pista que é estreita, fazendo com que os carros tenham que fazer curvas bem próximos ao muro, também é considerado um dos circuitos mais difíceis da NASCAR. Daí vem o seu slogan Too Tough to Tame (Muito Difícil de Domar). É muito comum os carros ralarem a lateral direita no muro, a essas 'raladas' se dá o nome de Darlington Stripes (Listras de Darlington).
Seu apelido é The Lady in Black (A Dama de Preto), pois foi a primeira pista asfaltada que a NASCAR correu, enquanto quase todas as outras pistas ainda eram de terra batida, Darlington já era pavimentada (com uma coloração mais escura), daí o apelido.